# The Rat (film 1914)
The Rat è un cortometraggio muto del 1914. Il nome del regista non viene riportato nei credit del film interpretato da Henry King.

## Produzione
Il film fu prodotto dalla Balboa Amusement Producing Company.

## Distribuzione
Distribuito dalla Box Office Attractions Company, il film - un cortometraggio di due bobine - uscì nelle sale cinematografiche statunitensi l'8 agosto 1914.